# Belleville (Michigan)
Belleville è una città della Contea di Wayne, nello Stato del Michigan. La popolazione nel 2010 era di 3 991 abitanti. È gemellata con la città di Machynlleth nel Galles. È situata a 24 km da Ann Arbor e 47 km da Detroit.